# Paul Darmanin
Paul Darmanin (ur. 6 listopada 1940 w Santa Venera, zm. 24 lipca 2023 w Floriana) – maltański duchowny rzymskokatolicki posługujący w Kenii, w latach 1984-2015 biskup Garissy, kapucyn.

## Życiorys
Święcenia kapłańskie przyjął 26 marca 1966. 3 lutego 1984 został prekonizowany biskupem Garissy. Sakrę biskupią otrzymał 3 czerwca 1984. 8 grudnia 2015 przeszedł na emeryturę.